# Christopher Tärnström
Christopher Tärnström, ou Christoffer Tärnström, né le 20 mai 1711 à Funbo, un village situé dans l'actuelle commune d'Uppsala, et décédé le 4 décembre 1746 à Poulo Condor (Cochinchine, actuel Viêt Nam), est un naturaliste et pasteur luthérien suédois,. Il est l'un des apôtres de Linné et le premier à être parti voyager pour découvrir de nouvelles espèces.

## Biographie

### Jeunesse et études
Christopher Tärnström, fils de l'agriculteur et soldat de cavalerie Andreas Tärnström et de Margarethe Bille, est né le 20 mai 1711 à Funbo, dans la province d'Uppland,,. Il a sept frères et sœurs. Il reçoit probablement une éducation à domicile avant d'entrer à l'université d'Uppsala le 17 décembre 1724. Il y suit des études de théologie, mais également d'histoire naturelle. S'il n'assiste que rarement aux cours de Carl von Linné (1707-1778), il l'accompagne dans des excursions sur le terrain. Le 1er décembre 1739, il défend une thèse intitulée Specimen historicum, De Alandia, Maris Baltici insula et consacrée à l'Histoire des îles Aaland. Trois jours plus tard, il est ordonné pasteur luthérien. Pendant ses études, il subvient à ses besoins en travaillant comme professeur particulier, notamment aux îles Aaland où il vit pendant plusieurs années.
Christopher Tärnström commence alors à enseigner à Östhammar à l'automne 1739, puis à Vaxholm de 1741 à 1743. Il n'en a toutefois pas encore fini avec ses études puisqu'il obtient une maîtrise en philosophie le 27 novembre 1745.

### Expédition en Asie
Sur conseil de Linné, Tärnström postule à la Compagnie suédoise des Indes orientales en tant que prêtre afin de pouvoir partir en Asie et y récolter des spécimens botaniques et zoologiques.  Une première postulation est refusée à l'automne 1744, mais il se présente une nouvelle fois l'année d'après et sa candidature est retenue.
Le voyage de Tärnström est financé par son salaire, par une bourse que Linné lui a procurée et par un subside de l'Académie royale des sciences de Suède. Tant Linné que l'Académie lui donnent en échange une série d'instructions. Linné lui demande notamment de ramener un poisson rouge pour la reine et un arbre à thé, mais également des muscadiers afin d'introduire cette plante en Suède. Les demandes de Linné ne sont pas uniquement motivées par sa volonté d'accroître les connaissances scientifiques, mais visent également à obtenir des informations économiquement intéressantes pour la Suède, tant au sujet d'éventuelles plantes productives que de la fabrication de porcelaine. Il est le premier élève que Linné envoie à l'étranger et les attentes de ce dernier sont particulièrement élevées.
Le 13 février 1746, Tärnström embarque à bord du Calmar, un navire à destination de Canton et commandé par le capitaine Mathias Estbergen (1705-1773),,, devenant ainsi le premier des disciples de Linné à partir pour l'Asie du Sud-Est. Le bateau fait escale à Cadix, puis à Java et dans l'archipel de Poulo Condor, au large de la Cochinchine,. Tärnström botanise tant à Java qu'à Poulo Condor, où il se rend à terre chaque jour. Le navire reste bloqué plusieurs mois dans cet archipel à cause de la mousson. Tärnström tombe malade et meurt au bout de deux mois, avant que le Calmar ne puisse poursuivre sa route vers la Chine,. Quatre autres membres de l'équipage connaissent le même sort dans cet archipel.
Selon les sources, seule une petite partie des spécimens récoltés, voire aucun de ces spécimens n'atteindront jamais la Suède. Tärnström a en revanche tenu un journal de son voyage qui est publié sous le titre En resa mellan Europa och sydostasien år 1746. Ce journal comprend non seulement des informations sur le voyage lui-même et sur l'histoire naturelle, mais également sur les coutumes, la religion et les modes de vie des populations indigènes.

### Famille
En 1739, Christopher Tärnström épouse Sara Christina Schick, avec qui il a une fille, mais son épouse décède en 1741,. Une année plus tard, il se remarie avec Brigitta Stenhof. À sa mort, il laisse donc une veuve et deux enfants,. Linné, qui se retrouve ainsi placé dans une situation délicate et à qui la veuve de Tärnström adresse des reproches, ne choisira plus que des célibataires lorsqu'il s'agira d'envoyer des étudiants en expédition,. Sept autres étudiants de Linné perdront successivement la vie dans des expéditions ultérieures.

## Hommages
Linné lui a dédié le genre Ternstroemia L. de la famille des Pentaphylacacées,.